# Crocidura lusitania
Crocidura lusitania es una especie de musaraña de la familia de los soricidae.

## Distribución geográfica
Se encuentra en Argelia, Burkina Faso, Eritrea, Etiopía, Gambia, Guinea, Guinea-Bissau, Malí, Mauritania, Marruecos, Níger, Nigeria, Senegal, Sierra Leona y el Sáhara Occidental. 